# Untold Legends: Dark Kingdom
Untold Legends: Dark Kingdom è un videogioco action RPG sviluppato da Sony Online Entertainment, terzo capitolo della serie Untold Legends e il primo per PlayStation 3.